# Regressie- en reïncarnatietherapie

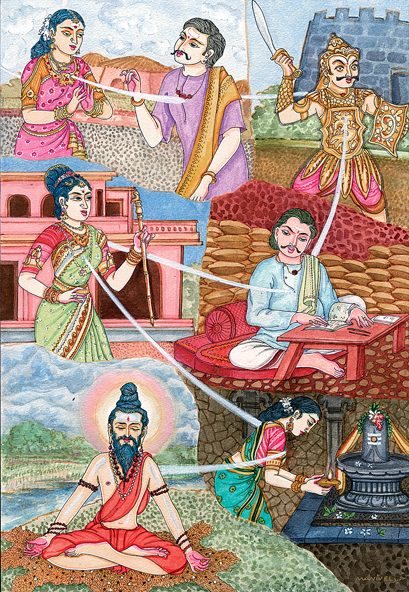
Hindoeïstische afbeelding met de levensdraad

Regressie- en reïncarnatietherapie is een alternatieve geneeswijze waarbij ervan wordt uitgegaan dat de ziel van de mens meerdere levens doormaakt. Ook gaat men ervan uit dat traumatische ervaringen zich zowel in het huidige leven als in vorige levens kunnen hebben voorgedaan en dat die doorwerken in het huidige leven. Gepoogd wordt om door gerichte concentratie op het probleem terug te gaan naar (onverwerkte) ervaringen, en deze opnieuw te beleven en te verwerken.
Bij deze therapie gaat de therapeut op zoek naar oude psychische trauma's en onverwerkte ervaringen en poogt deze door middel van cathartische herbeleving te helen. Het actueel ervaren probleem wordt daarbij beschouwd als ingang naar een dieper liggende oorzaak.
Door wetenschappers wordt deze praktijk beschouwd als gestoeld op pseudowetenschap, ze wordt binnen de geneeskunde en psychologie breed afgewezen.

## De geschiedenis van regressie- en reïncarnatietherapie
Vanuit historisch oogpunt gezien is de regressie- en reïncarnatietherapie gerelateerd aan hypnotherapie, met invloeden van Ericksoniaanse hypnotherapie, Gestalttherapie, Voice Dialogue en Innerlijk-Kindwerk. Voor regressie- en reïncarnatietherapie is echter geen hypnotische inductie nodig, volgens veel regressie- en reïncarnatietherapeuten werkt een lichte trance zelfs beter.
Leeftijdsregressie is bekend sinds experimenten met hypnose in de negentiende eeuw. Toen dachten zowel spiritisten — zoals Allan Kardec — als theosofen — onder wie Annie Besant en Charles Leadbeater — na over reïncarnatie en vorige levens. De spiritistische, theosofische en later antroposofische inzichten vinden echter nauwelijks ondersteuning in regressie-ervaringen en zijn er in vele opzichten mee in tegenspraak.
Een andere belangrijke voorloper van de huidige regressie- en reïncarnatietherapie was de Franse baron Albert de Rochas.
Hij constateerde in 1898 dat proefpersonen die in een magnetische trance werden gebracht, vroegere gebeurtenissen volledig herbeleefden.
Andere voorlopers van de hedendaagse regressietherapie zijn psychiaters als Alexander Cannon uit Engeland en Inacia Ferreira uit Brazilië, die de huidige problemen van de cliënt verklaarden vanuit trauma’s die lang geleden hebben plaatsgevonden. De eerste psychiater die mensen op deze wijze begon te behandelen en erover schreef, was Denys Kelsey uit Engeland, die zijn bevindingen in boekvorm in 1968 publiceerde. De methodes die hij gebruikte waren nog steeds die van de klassieke hypnotherapie.
Het jaar 1978 kan als hét geboortejaar van de reïncarnatietherapie beschouwd worden, toen er boeken van Morris Netherton, Edith Fiore en Helen Wambach verschenen. In Duitsland was Thorwald Dethlefsen de pionier.

## Regressie- en reïncarnatietherapie in de praktijk

### Internationaal
Wereldwijd gezien wordt regressie- en reïncarnatietherapie soms op andere manieren toegepast dan in Nederland. De verschillen kunnen onder andere liggen in het gebruik van trance of hypnose en in het verloop van de therapie. Ook kunnen sommige buitenlandse therapeuten bewust gebruikmaken van suggestie of meditatietechnieken. Daarnaast bestaan er ook meer exotische technieken: Chinese numerologen maken onder meer gebruik van taoïstische en boeddhistische principes. Ook zijn er alternatieve genezers die gebruikmaken van religieuze uitgangspunten als siddhi en de Drievoudige Kennis.
In de meeste landen (Arabische wereld, Noord- en Zuid-Amerika, Afrika, België, Frankrijk, ...) bestaat regressie- en reïncarnatietherapie niet, of enkel als marginaal fenomeen, en wordt het beschouwd als pseudowetenschap, pseudopsychologie en onzin.

### Nederland
In de moderne regressie- en reïncarnatietherapie, zoals die in Nederland wordt toegepast, wordt niet gewerkt met hypnose maar met trance. Ook verwerpen de meeste Nederlandse therapeuten het gebruik van suggestie, meditatie en religieuze technieken.

#### Trance
De trance waarvan de meeste Nederlandse therapeuten tegenwoordig gebruikmaken verschilt qua diepte en intensiteit van de hypnose die in de ontstaansgeschiedenis van de therapie wel werd toegepast. Vroeger werden soms vormen van hypnotische inductie toegepast waarbij de cliënt geen volledig bewuste controle meer had over wat er gebeurde, terwijl bij de trance die nu bij regressie- of reïncarnatietherapie wordt gebruikt de cliënt bewust aanwezig is en blijft en ook vanuit dit bewustzijn reageert op de vragen van de therapeut.

#### De therapie
De therapie verloopt meestal als volgt: Na een intakegesprek volgt een aantal sessies, waarbij door gerichte concentratie op het probleem wordt teruggegaan naar (onverwerkte) ervaringen. Deze concentratie gaat over in een trance, waarbij de cliënt zich volledig concentreert op zijn/haar innerlijke gevoelens en vroegere ervaringen en tegelijkertijd bewust aanwezig blijft. In trance kunnen dan onverwerkte ervaringen worden herbeleefd en verwerkt.
De ervaringen waarmee in de regressie- en reïncarnatietherapie wordt gewerkt, kunnen komen uit dit leven, de prenatale tijd en geboorte, en ook uit vorige levens. Voor de therapie behoeft men niet in vorige levens te geloven.
Als een cliënt in zijn huidige leven blijft, heet de herbeleving van vroegere ervaringen regressie; als eerdere, vanuit dit leven niet te duiden levenservaringen boven komen, spreekt men van een reïncarnatietrance.

## Kritische beschouwingen

### Internationaal
De kritiek op regressie- en reïncarnatietherapie richt zich in het bijzonder op de variant die het bestaan van herinneringen uit een vorig leven veronderstelt. Hierbij draait het om de wetenschappelijke onmogelijkheid, c.q. verregaande onwaarschijnlijkheid, van reïncarnatie en de bijbehorende overdracht van herinneringen via een onbekend medium.
Alle varianten van regressietherapie, of deze nu met hypnose werken of met alleen een trance, worden bekritiseerd omdat niet uit te sluiten is dat de patiënt eerder een soort geleide fantasie ondergaat dan een authentieke herinnering en de herinnering een gevolg is van herinneringsvervalsing.
De therapeut zou weliswaar geen actieve invloed op het proces van herinneringen mogen nemen, maar het is onduidelijk of subtiele beïnvloeding niet toch een rol speelt. Dergelijke beïnvloeding is bekend uit o.a. politieverhoren en rechtbankgetuigenissen, waarbij de persoon in kwestie vol bij bewustzijn is. Afgezien daarvan is, wetenschappelijk gezien, het proces van herinneren niet hetzelfde als het afspelen van een oude filmopname, maar een actief reconstructieproces waarbij ook in het dagelijks leven vele fouten optreden.
Het woord 'herinneren' is wat dat betreft misleidend en beschrijft het proces niet adequaat.
Vergeten herinneringen spelen ook een rol in het controversiële idee van repressed memories; onderdrukte traumatische herinneringen die in therapie 'ontdekt' worden, wat in de Verenigde Staten en elders heeft geleid tot onverwachte veroordelingen wegens seksueel misbruik van kinderen.
De False memory syndrom foundation is een stichting die het standpunt aanhangt dat geen waarde mag worden gehecht aan dergelijke herinneringen die (veelal onder hypnose) in therapiesessies bovenkomen.
Indien de herinnering door patiënt en therapeut niet letterlijk genomen wordt, maar wordt beschouwd als metafoor, gelijkt het proces eerder de psychoanalytische droomduiding. Voor kritiek daarop, zie bij psychoanalyse.

### Nederlandse situatie
In de internationale onderzoeken wordt veelal geen onderscheid gemaakt tussen het werken met of zonder hypnose. De Nederlandse regressietherapiescholen hechten wel aan dit onderscheid en onderwijzen een variant die met een lichte trance werkt (zie boven). In hoeverre het proces van herinneren hierbij werkelijk verschilt, is niet wetenschappelijk onderzocht. Wel zijn bij wetenschappelijke proeven aanwijzingen gevonden voor een samenhang tussen hypnotiseerbaarheid, vatbaarheid voor suggestie en de neiging herinneringen ten onrechte als 'eigen' te labelen. Dat wil zeggen dat bepaalde personen snel menen iets zelf meegemaakt te hebben en de juiste context van de herinnering vergeten, ook als geen hypnose in het spel is.

### Pseudowetenschap
Voor wetenschappers is reïncarnatietherapie met hypnotische inductie een voorbeeld van pseudowetenschap. Ook wordt het principe van catharsis zeer ter discussie gesteld. Volgens sommige onderzoekers zou catharsis niet werken of soms zelfs een averechts effect hebben.